# Show Raffa 75
Il "'Show Raffa 75" fu la seconda tournée di Raffaella Carrà, effettuata dal 1974 al 1975. Le coreografie furono curate da Gino Landi mentre i costumi da Corrado Collabucci e da Castellacci. La regia fu curata da Gianni Boncompagni.
Dopo il grandissimo successo che Raffaella ebbe presentando l'edizione di Canzonissima del 1974, intraprese questo tour nei locali Europei.
Lo spettacolo ebbe un grande successo mediatico per il numero di tappe e per l'incasso. Fu la prima tournée per la cantante ad essere esportata oltre il confine italiano.
Lo show iniziò verso la fine del 1974 per durare fino alla fine del 1975, fermandosi temporaneamente per le varie presentazioni televisive italiane e spagnole. Solamente in Italia si svolsero 119 date.
Nel 1975 Raffaella girò diversi Caroselli per l'Agip insieme a Niky Lauda basati proprio su questo Show.
Presentò lo spettacolo anche nel programma Punto e basta condotto da Gino Bramieri, e nell'edizione di un disco per l'estate in cui presentava alcune canzoni e coreografie dello show.
La tournée batté i record di incassi e vinse il premio Disco Mare 1975.